# 禽昌郡
禽昌郡，中国南北朝时设置的郡。
北魏神䴥元年（428年）置，治所在今山西省临汾市。因太武帝擒赫连昌于此，故名。辖境相当今山西省临汾市一带。太平真君二年（441年）降为禽昌县。